# Condado de Johnson (Kansas)
El condado de Johnson (en inglés: Johnson County), es uno de 105 condados del estado estadounidense Kansas. La sede del condado es Olathe, y su mayor ciudad es Overland Park. El condado posee un área de 1.244 km² (los cuales 9 km² están cubiertos de agua), una población de 542,737 habitantes, y la densidad de población es de 440 hab/km² (según la Oficina del Censo de los Estados Unidos en 2009). Este condado fue fundado el 25 de agosto de 1855. El condado recibe su nombre en honor a Thomas Johnson.

## Geografía
Según la Oficina del Censo, el condado tiene un área total de 1244 km² (480,3 mi²), de la cual 1235 km² (476,8 mi²) es tierra y 9 km² (3,474903474904 mi²) (0.70%) es agua.

### Condados adyacentes
- Condado de Wyandotte (norte)
- Condado de Jackson, Misuri (este)
- Condado de Cass, Misuri (este)
- Condado de Miami (sur)
- Condado de Franklin (suroeste)
- Condado de Douglas (oeste)
- Condado de Leavenworth (noroeste)

## Demografía
Según la Oficina del Censo en 2000, los ingresos medios por hogar en el condado eran de $61,455, y los ingresos medios por familia eran $72,987. Los hombres tenían unos ingresos medios de $49,790 frente a los $32,145 para las mujeres. La renta per cápita para el condado era de $30,919. Alrededor del 3.40% de la población estaban por debajo del umbral de pobreza.

## Transporte

### Autopistas principales
- Interestatal 35
- Interestatal 435
- Ruta Estatal de Kansas 10
- U.S. Route 69
- Ruta Estatal de Kansas 7
- U.S. Route 56
- U.S. Route 169

## Localidades
Población estimada en 2006;
- Overland Park,* 164,811
- Olathe, 111,334 (sede)
- Shawnee,* 57,628
- Lenexa,* 43,434
- Leawood,* 30,145
- Prairie Village,* 21,454
- Gardner, 14,317
- Merriam,* 10,769
- Mission,* 9,751
- Roeland Park,* 6,975
- Bonner Springs, 6,942, de la cual 0.5 millas cuadradas (1.2 km²) está dentro del condado y el resto dentro de los condados de Wyandotte y Leavenworth
- De Soto, 5,170
- Spring Hill, 4,494
- Fairway,* 3,840
- Mission Hills,* 3,523
- Edgerton, 1,692
- Westwood,* 1,488
- Lake Quivira,* 919, una parte se encuentra dentro del condado de Wyandotte
- Westwood Hills,* 365
- Mission Woods,* 160

*Ciudades incluidas en Shawnee Mission, una designación postal ubicada en el noreste del condado de Johnson. 

### Áreas no incorporadas
- Aubrey
- Bonita
- Clare
- Ocheltree
- Stanley
- Stilwell

### Municipios
El condado de Johnson está dividido entre nueve municipios. Todas las ciudades son consideradas independiente a nivel de gobierno, y todos los datos de población para el censo de las ciudades son incluidas en el municipio.

## Educación

### Distritos escolares
- Blue Valley USD 229 (Sitio web)
- Spring Hill USD 230 (Sitio web Archivado el 30 de marzo de 2010 en Wayback Machine.)
- Gardner-Edgerton USD 231 (Sitio web)
- De Soto USD 232 (Sitio web)
- Olathe USD 233 (Sitio web)
- Shawnee Mission USD 512 (Sitio web)

### Universidades
- Johnson County Community College (Sitio web)
- University of Kansas, Edwards Campus (Sitio web)
- MidAmerica Nazarene University (Sitio web)